# ZiŁ-112S
ZiŁ-112S – wyścigowy samochód osobowy wyprodukowany przez radzieckie zakłady ZiŁ w 1961 roku.  Stanowił następcę linii samochodów ZiS/Ził-112 i był ostatnim samochodem wyścigowym tych zakładów.

## Historia
Samochód ZiŁ-112S stanowił zwieńczenie linii samochodów wyścigowych z silnikami o dużej pojemności produkowanych od początku lat 50. przez zakłady ZiŁ (do 1956 noszące nazwę ZiS) i oznaczonych Ził-112 (pierwotnie ZiS-112). Pomimo takiego samego oznaczenia numerycznego, stanowił całkiem nową konstrukcję, lżejszą i mniejszą od poprzedników, co pozwoliło na polepszenie osiągów. Konstruktorem samochodu był W. Rodinow. ZiŁ-112S zadebiutował w wyścigach w ZSRR w listopadzie 1961 roku.
Samochód zbudowany był w takim samym układzie dwumiejscowego roadstera z silnikiem z przodu, co poprzednicy, jednak zastosowano w nim część nowocześniejszych rozwiązań technicznych. Podobnie jak w ZiŁ-112/4, silnik o pojemności 6 l zaadaptowano z limuzyny ZiŁ-111, a trzybiegową skrzynię z ZiS-110, lecz zwiększono moc silnika. Niezależne zawieszenie przednich kół na sprężynach i mechanizm kierowniczy zaadaptowano z GAZ-21 Wołga, a w zawieszeniu tylnym zastosowano oś De Diona amortyzowaną sprężynami. Bębny hamulcowe o średnicy 305 mm zainstalowano przy przekładni głównej, łączącej się z kołami za pomocą półosi. Przekładnia główna była wyposażona w reduktor o przełożeniu, które mogło być zmieniane między wyścigami w zależności od trasy. Koła były mocowane centralną nakrętką i miały opony radialne rozmiaru 175-16".
W 1965 roku drugi egzemplarz ZiŁ-112S otrzymał mocniejszy silnik o pojemności 7 l i inne ulepszenia, jak hamulce tarczowe i samoblokujący się mechanizm różnicowy. 

## Dane techniczne

### Silnik
W nawiasach dane z silnikiem 7 l
- ZiŁ-111 V8 5980 cm³ (V8 6959 cm³)
- Układ zasilania: dwa gaźniki czterogardzielowe K-85 (b.d.)
- Moc maksymalna: 240 KM przy 4000 obr./min (270 KM przy 4300 obr./min)
- Prędkość maksymalna 260 km/h (270 km/h)
- Przyspieszenie 0-100 km/h: 9 s (b.d.)

## Galeria

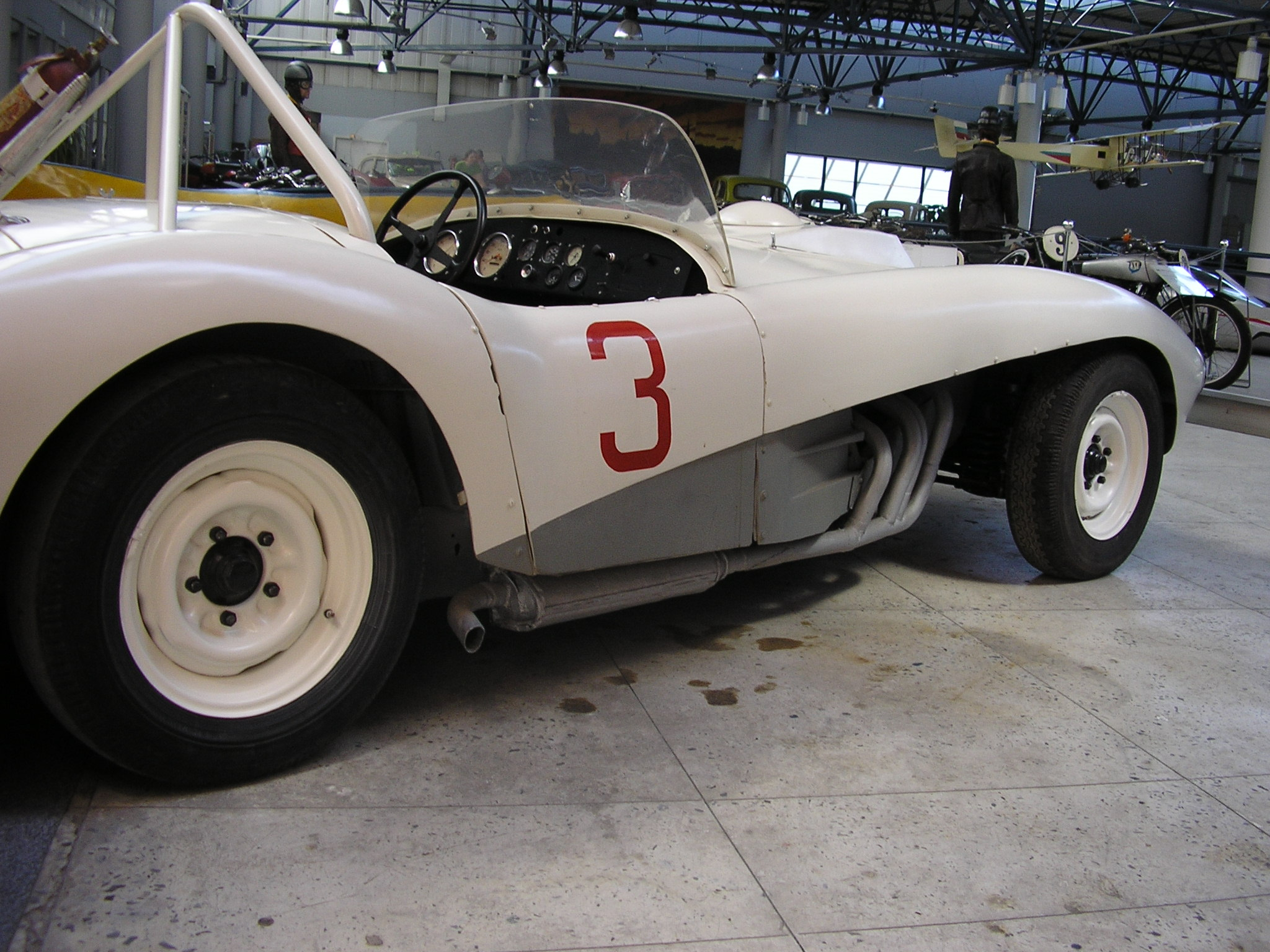
Bok pojazdu
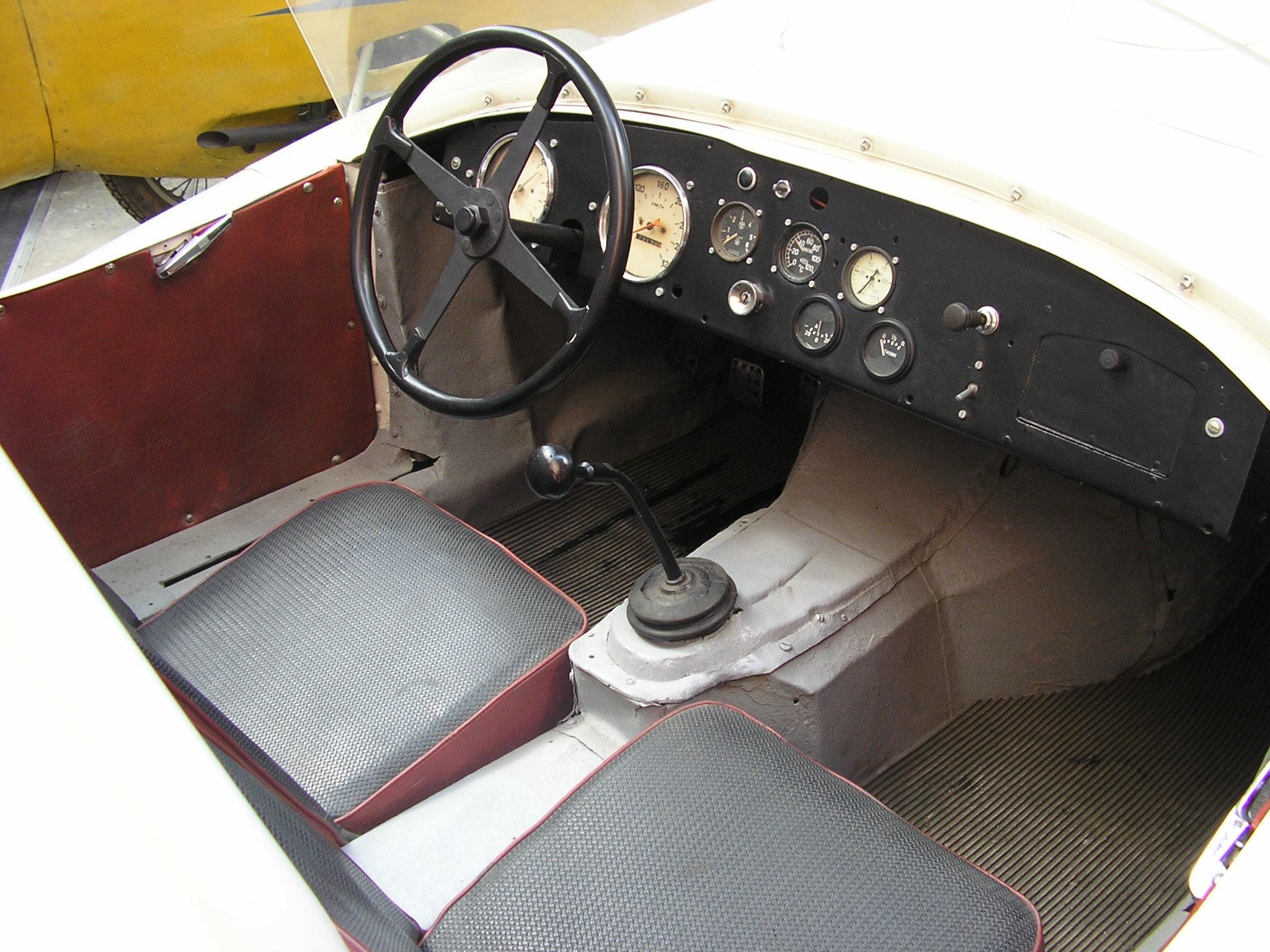
Wnętrze